# Хатф-VII Бабур
Хатф-VII Бабур (урду بابر‎) — пакистанская крылатая ракета, названа в честь Захириддина Мухаммада Бабура, покорителя Индии и основателя династии Великих Моголов, также известного, как Хатф VII. Пакистан ведёт работу над крылатыми ракетами с 1995 года. Испытания по этой программе начались в 2005 году.
Ракета оснащена системой наведения, позволяющей совершать полёт на малых высотах с огибанием рельефа местности. Хатф VII предназначен для запуска с подводных лодок, надводных кораблей и мобильных наземных установок. Она способна нести либо обычные или ядерные боеголовки. Является современным средством доставки ядерного заряда. По сути эта ракета аналог ранних версий американской крылатой ракеты Томагавк.

## Тактико-технические характеристики
- Стартовая масса: 1440 кг
- Боевая нагрузка: 300 кг
- Длина: 6,25 м
- Диаметр: 0,52 м
- Размах крыла: 2,67 м
- Дальность: ~700 км[2]
- Скорость полёта:  до 880 км/ч[1]